# 保羅·布羅姆菲爾德
保羅·布羅姆菲爾德（Paul Blomfield，1953年8月25日—）是一位英格蘭政治人物，他的黨籍是工黨。自2010年開始，他擔任中雪菲爾選區選出的英國下議院議員。他兩次擔任約克聖約翰大學的學生會主席。